# Povir
Povir je naselje v Občini Sežana. Povir je tudi sedež župnije Povir, ki je sicer oskrbovana iz župnije Sežana. Vključuje zaselke Britof, Dulanja Vas in Guranja Vas .

## Geografija
Pomembnejše vzpetine v bližini so Stari tabor (603 m) in Tabor (525 m). Ime Stari tabor izhaja iz utrjenega naselja iz obdobja pozne bronaste ter začetka železne dobe, katerega ostanki so še vedno vidni na vrhu.

## Izvor imena
Povir je v pisnih virih prvič omenjen med letoma 1400 in 1412 kot Pouir (in kot Vofier leta 1485). Ime najverjetneje izhaja iz običajnega korena vir - izvir. Ime pa se skoraj gotovo ne navezuje na povir (tropinovec, benečansko pavere) (beneška italijanščina pavera).

## Zgodovina
Povir je nastal na ostankih starorimske naselbine; o poselitvi pričajo številne arheološke najdbe na tem območju. Na vrhu vzpetine Tabor so ostanki srednjeveškega stolpa, ki so ga konec 15. stoletja zgradili gospodje Švarceneški za obrambo vaščanov pred turškimi vpadi. Do konca 17. stoletja je tabor izgubil svojo vlogo ter pričel razpadati. Dokončno so ga med drugo svetovno vojno v bojih s partizani porušili nemški vojaki. Aprila 2014 je Juan P. Maschio pričel z raziskovanjem utrdbe in jo nato tudi virtualno rekonstruiral za Projekt Feniks (pod projektno šifro FKS03-PV, Tabor Povir).

## Pomembnejše osebe
Pomembnejše osebe, ki so živele ali se rodile v vasi:
- Matija Sila (1840–1925), lokalni zgodovinar[4]

## Stavbna in kulturna dediščina
Seznam stavbne in kulturne dediščine v naselju:
| Št. | Stavba                                                                      | Opis | Slika |
| --- | --------------------------------------------------------------------------- | --- | ----- |
| 1.  | Povir - Domačija Povir 68 (EŠD 7349)                                        | Domačija obsega kaplanijo (danes porušeno) in gospodarska poslopja. Portal hrama ima letnico M.O. 1575, štale 1791, na skednju je kamnita ploščica z letnico MK MC 1581. |       |
| 2.  | Povir - Cerkev sv. Jakoba (EŠD 3943)                                        | Baročno cerkvico sestavljajo tristrano zaključen prezbiterij, višja in širša pravokotna ladja. Nad vhodno fasado zvončnica. Prezbiterij banjasto obokan, ladja ima zrcalni strop. Baročni kamniti oltar. Datacija enote: 18. stoletje |       |
| 3.  | Povir - Šola (EŠD 22649)                                                    | Enonadstropna šolska stavba iz leta 1902, avstrijskega tipa s centralnim vhodom; nadstropja so ločena z zidnim vencem. |       |
| 4.  | Povir - Rimskodobna naselbina Debeli kamen - arheološko najdišče (EŠD 9169) | Stavbni ostanki rimskodobne podeželske naselbine, ki tvori celovito naselbinsko območje s stavbnimi ostanki na ledini Merišče. Najdišče je posebnega pomena kot primer rimskodobne poselitve v nižini oz. poselitvene podobe v tem delu Krasa. Datacija enote: rimska doba |       |
| 5.  | Povir - Arheološko najdišče Tabor (EŠD 566)                                 | Gradišče s 3. utrjenimi vrhovi, obdanimi z enotnim obzidjem. Ob vznožju gradišča je prazg. žgano grobišče, v Gorenji jami je najdeno okostje latenskega bojevnika. Rimsko poselitev dokazujejo ostanki stavb na Strmci, srednjeveško pa stolp na Taboru. Datacija enote: pozna bronasta doba, železna doba, rimska doba, srednji vek |       |
| 6.  | Povir - Rimskodobna naselbina Merišče (EŠD 7305)                            | Rimskodobno naselbinsko območje, izpričano s posameznimi podeželskimi stavbnimi enotami (zaselki) na zelo širokem teritoriju. Ena od enot je raziskana, datacija je od 2. do 4. stol. Datacija enote: rimska doba |       |
| 7.  | Povir - Vas (EŠD 15991)                                                     | Gručasta vas značilnih zaprtih kamnitih domačij, ki se je izoblikovala okoli cerkve sv. Jakoba, po zgraditvi (1857) južne železnice pa bila razdeljena na dva dela: Dulanja vas, Guranja vas. Središče vasi krasi vaški vodnjak - štirna. Datacija enote: 18. stol., 19. stol., 20. stol. |       |
| 8.  | Povir - Cerkev sv. Petra (EŠD 3940)                                         | župnijska cerkev, sv. Peter; enoladijska cerkev s triosminsko zaključenim prezbiterijem in štirietažnim vhodnim zvonikom oglejskega tipa, zgrajena v 17. stol. Kapela in zakristija prizidani 1775. Strehe so skrilnate. Notranja oprema baročna. Obok ladje poslikal I. Strnad. Datacija enote: 17. stol., 1623-1663, zadnja četrtina 18. stol., prva četrtina 19. stol., 1903 Avtor(ji): Anže Rojina st. (arhitekt; 1658-1663), Lojze Kostko (slikar; 1871), Ivan Strnad (slikar; 1903). Lokacija: zaselek Britof. |       |
| 9.  | Povir - Župnijsko središče (EŠD 28321) (EŠD 28321)                          | župnijsko središče; Zaselek Britof, župnija sv. Petra apostola v Povirju, prvič om. z vikariatom 1386. Samostojna župnija je bila ustanovljena med 1431-1463. Ob cerkvi (1623-1661) so še župnišče, pokopališče, stara šola in kmečke domačije z območjem nekdanje kaplanije. Datacija enote: zadnja četrtina 14. stol., sredina 15. stol., 18. stol., 19. stol., 20. stol. |       |